# ガーリブ

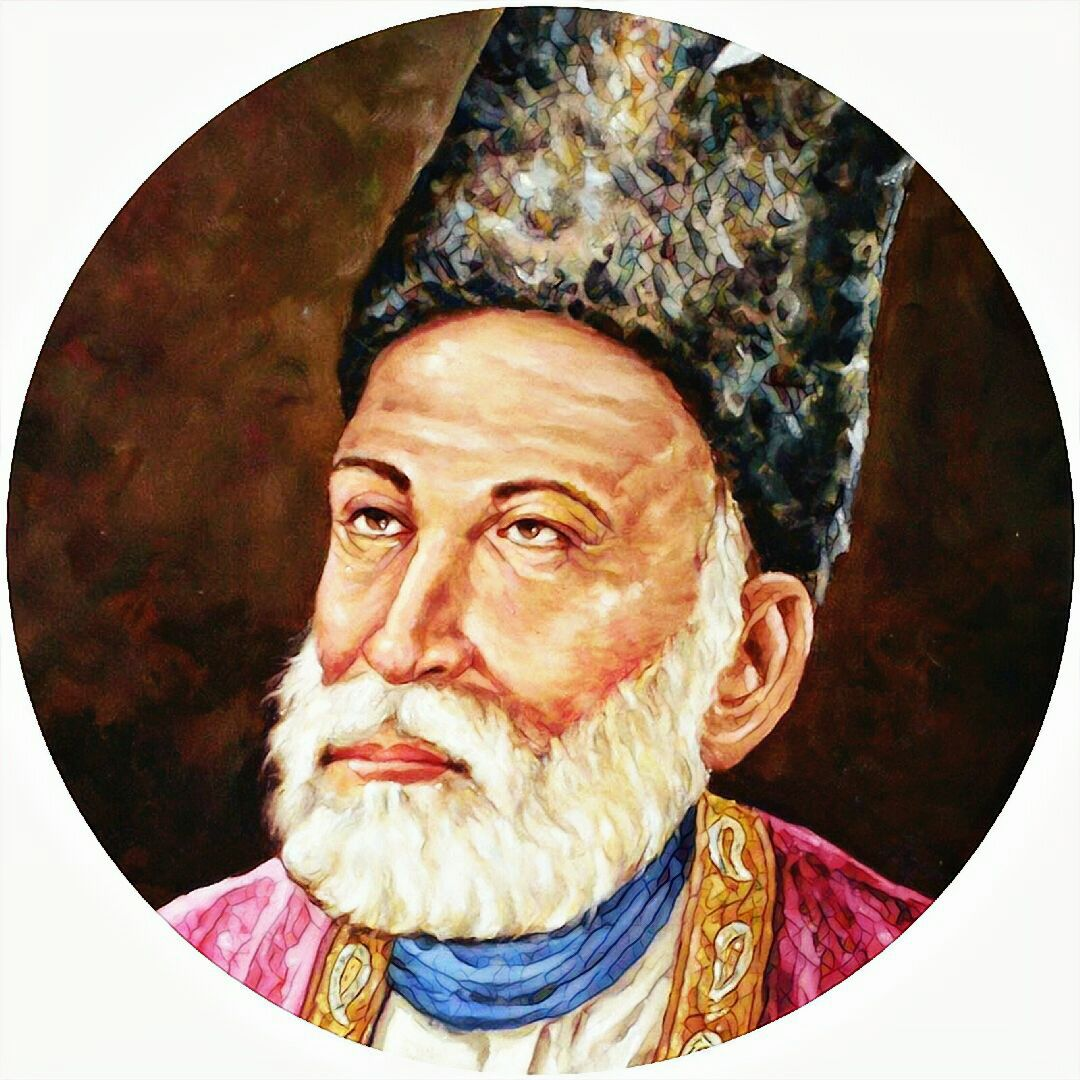
ミールザー・ガーリブ
1797 - 1869

ガーリブ（1797年12月27日 – 1869年2月15日）は、ムガル帝国末期に活躍した詩人。ウルドゥー語とペルシア語を用いて、優れた詩歌、書簡、散文を残した。ウルドゥー語詩人の巨匠として知られ、ミールやゾウクと並び称されている。「ガーリブ」（ウルドゥー語: غالب, ラテン文字転写: ġhālib ）は優れているさまを意味する筆名であり、またライオンを意味する「アサド」（ウルドゥー語: اسد, ラテン文字転写: ʿasad）も用いた。晩年には別の名義で政治評論も行っている。ガーリブはムガル朝が没落し、イギリスの統治が支配的になった時代に生き、1857年の「大反乱」に巻き込まれた。彼はインド大反乱の当時の状況を著作に記している。

## 出自

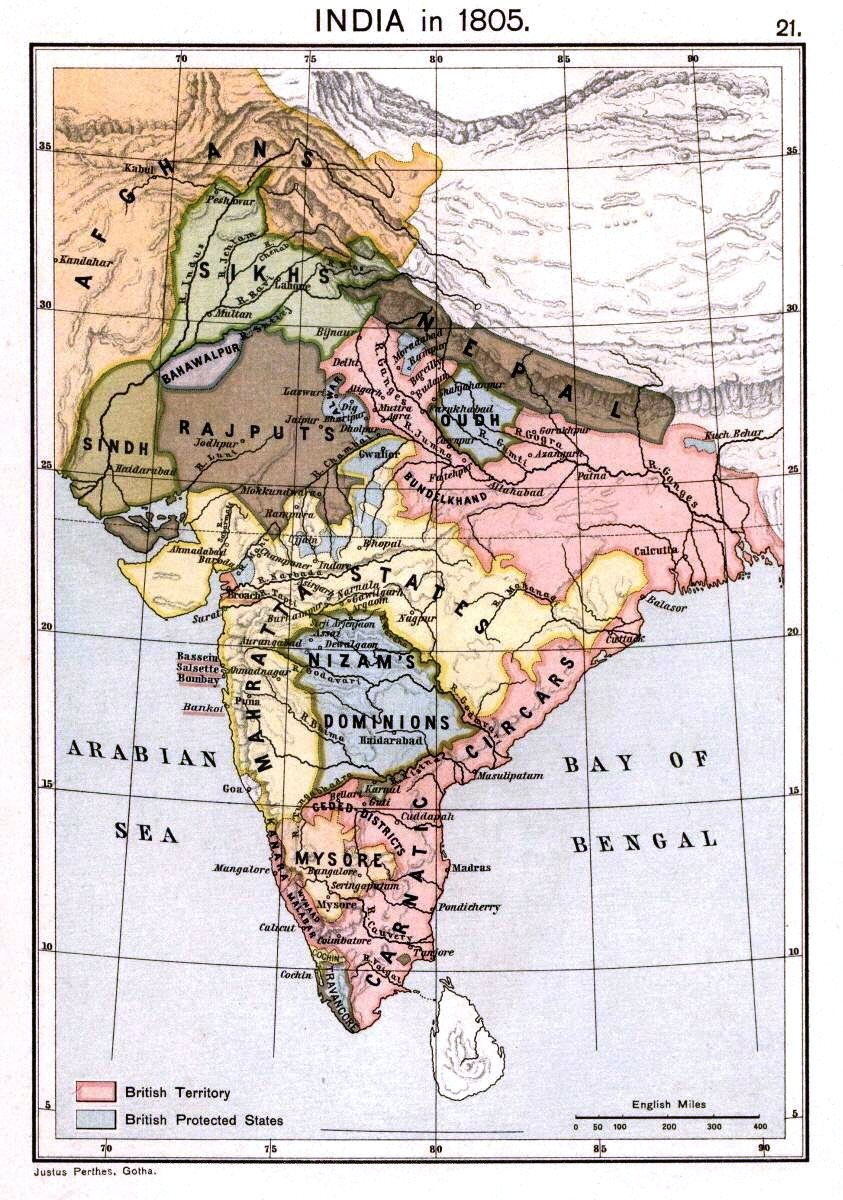
1805年のインドにおける各勢力を示す地図

「ガーリブ」の本名はミールザー・アサドゥッラー・ベーグ・ハーンで「ミールザー・ガーリブ」とも呼ばれている。彼は1797年12月27日にアーグラで生まれた。彼の家系は中央アジア出身で、父方の祖父、ミールザー・クーカン・ベグ・ハーン（Mirza Quqan Beg Khan）はサマルカンド出身である。祖父のミールザー・クーカン・ベグ・ハーンは若い頃に傭兵で身を立てようとヒンドゥスターン平原に移住し、パンジャーブの領主やムガル朝のシャー・アーラム2世、ジャイプルの領主に仕えていた。そのためガーリブは「トゥーラーン」の裔であると自認していた。
ガーリブの父親はアブドゥッラー・ベグ・ハーンで、イッザトゥルニサー・ベーガム（ʿIzzat al-Nisaʿ Bēgam）と結婚し、ガーリブを含め3人の子どもをもうけるが、ガーリブ4歳のときに戦死した。そのためアブドゥッラーの弟のナースルッラー・ベグがガーリブを含む家族を引き取って養った。
ナースルッラー・ベグは第二次マラーター戦争時、マラーター同盟側のアーグラ城の司令官を任されていたが、イギリスの呼びかけに応じ、1803年にイギリス東インド会社軍に城を明け渡した。しかし3年後の1806年に戦象から落ちて亡くなった。

## 生い立ち
ガーリブは、アーグラの母方の祖父母の家で育った。2人の父親を亡くしたものの、富裕な母方の祖父母の家での暮らしは優雅で快適であり、後年の子どもの頃を回想した書簡によると、毎日親友とチェスをしたり、屋根の上で凧揚げを楽しんだりしたという。もっとも、Verma(1989)によると、この回想は頌詩文学的誇張が含まれている可能性があり、この頃の幼いガーリブには父と叔父を亡くしたストレスが襲い、剥奪感が常にまとわりつくようなっていたと述べる。
ガーリブがペルシア語で詩を作り始めたのは、叔父の死の直後の1806年ないし1808年ごろと見られ、いずれにせよ非常に早熟な才能であった。幸運なことに、当時のアーグラには優れた教師がいて、総合的に才能を伸ばす環境が整っていた。ガーリブは、たくさんの生徒を抱えた、アーグラのシャイフ、モウレヴィー・ムハンマド・ムアッザム（Maulvi Muhammad Muʿazzam, Agra）のマクタブに通った。ミール・アザム・アリー（Mir ʿAzam ʿAli）のマドラサにも通った可能性があり、ガーリブの豊富な、論理学、天文学、医学、形而上学といった伝統的学問の知識はここアーグラで培われた。
ところが、文学や詩作への傾斜は、優れた師との偶然の出会いがきっかけであった。アブドゥッサマド（ ʿAbd-al-Ṣamad）というイラン出身の学者が当時、たまたまアーグラを訪れ、ガーリブの祖父母の家に逗留することになった。彼は元はホルムズド（Hormuzd）という名のゾロアスター教徒で、イスラームに改宗した人物であり、母語のペルシア語はもとよりアラビア語にも堪能であった。彼はガーリブを弟子にして、2年間（1811年 - 1812年）、寝起きを共にしてアラビア語やペルシア語、哲学などを教えた。イスラーム諸学にとって師弟の結びつきは重要で、特別な意味を持つ。ガーリブは誰かを「師匠」（ustad）と呼ぶことはなかったが、アブドゥッサマドへの言及の多さから、彼がそれに一番近い存在であったと推測されている。
なお、当時のインドの貴族階層には早婚の習慣があった。1810年8月、13歳のガーリブは、アフマド・バフシュ・ハーンの弟、ナワービッラーヒ・バフシュ・ハーン・マアルーフの娘、ウマラーゥ・ベーグム（11歳）と結婚した。1813年ごろ、ガーリブはデリーに移って義父の家で暮らすようになり、しばらく経ってからはチャーンドニー・チョウク付近に居を定めた。ガーリブは1869年に亡くなるまでそこを住まいとしており、21世紀現在は記念館になっている。ガーリブは1816年に初めてのディーワーン（詩集）を出版した。このディーワーンに集められた詩は「アサド」の筆名を用いてウルドゥー語で書かれている。

## 詩人として

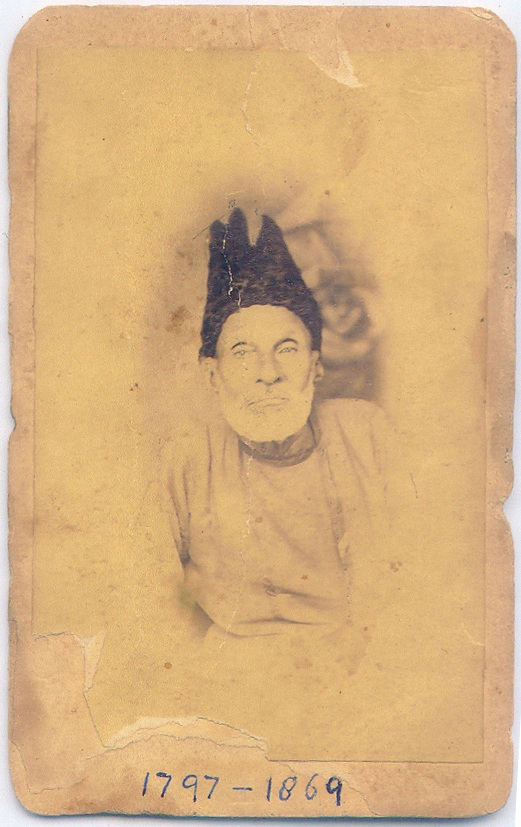
晩年に撮影された写真

以後は、筆名を「ガーリブ」に改め、ウルドゥー語やペルシア語による詩を、カスィーダ、ガザル、マスナヴィーといった形式で作り続けた。私生活では父親たちの年金をめぐる長い訴訟を争い、実弟の発狂というトラブルもあった。妻のウマラーゥ・ベーグムとの間には子どもが7人生まれたが、いずれも夭折した。実子は育てられなかったが、妻の甥のザイヌルアービディーン・ハーンは、アーリフ（ʿĀrif）という筆名を持つ詩人で、彼をガーリブはことのほか、かわいがった。また、1852年にアーリフが亡くなると、その息子たち2人を養った。
1828年には他人に横取りされている年金の増額を求めて、イギリス領インド帝国の首都が置かれたカルカッタに赴き、2年間そこに留まって裁判をした。カルカッタでは、そこで開かれていたムシャーイラという詩会に参加したが、地元の知識人と文学的な論争になり、ガーリブは Bād-e moḵālef というマスナヴィーを書いて「インドのペルシア語詩人は必ずしも定型にこだわる必要はない」という反論もしくは言い訳をした。
ガーリブには貴族的な生い立ちに由来する放蕩の癖があり、しかもそれを自覚的にやっているようなところがあった:41-42。ガーリブの人生は常に放蕩ゆえの経済的欠乏がついて回った。1837年には呑み屋でのつけがたまりすぎて、イギリス人のワイン商に訴えられ、短期間牢屋に入った。このときはラホールのマハラジャの息子が立て替えたが、1841年には自宅で賭場を開帳していたことがバレて牢屋に入った:41-42。これは当時大変不名誉なことであったが:41-42、ガーリブは1847年にも賭博で逮捕された。このときも友人たちが罰金を支払い、寛大な扱いを受けて、6ヶ月の入獄の宣告を受けていたところ、半分の刑期で出所した。
ガーリブの詩人としての名声は高く、1840年にはデリー大学でペルシア語教授のポストを打診されるほどであった。また、ムガル朝の皇帝バハードゥル・シャー2世（1775年 - 1862年）が催すムシャイーラにも継続的に出席していたが、賭博での逮捕歴などが問題視されて、公式にムガル朝の禄を食むようになったのは1850年7月4日のことである:41-42。ガーリブはムガル朝の歴史をティムール朝から説き起こす書簡をザファルに送り、皇帝は返礼として年に600ルピーの年金を与えると共に、「ナージュムッダウラ」、「ダビールルムルク」などの称号を与えた。バハードゥル・シャーは、自らも「ザファル」の雅号を持つ詩人であり、ムハンマド・イブラーヒーム・ゾウク（1789年 - 1854年）を文学上の「師匠」（ustad）としていた:41-42。
ガーリブより8歳ほど年上のゾウクは、いろいろな面でガーリブと対照的な詩人であった:41-42。父親は歩兵であり、家が貧しかったため、読み書きを習うマクタブも卒業できなかった:41-42:66-67。ムシャーイラ（詩作大会）で才能を認められ、友人がザファルの「師匠」（ustad）をしていた詩人であったため彼の紹介でザファルと知遇を得た:66-67。子どもの頃から高額の年金を得ていたガーリブに対し、ゾウクは、ザファルが1837年9月に62歳で皇帝になってようやく高額の年金を得るようになった:66-67。曖昧で装飾的な言い回しにより大衆受けはよくないガーリブの詩風に対して、ゾウクはシンプルで口語的な表現を好み:66-67、性格も控えめであった:41-42。既に何冊もディーワーン（詩集）を発表していたガーリブに対し、ゾウクはディーワーンを生前には出版しなかった:66-67。

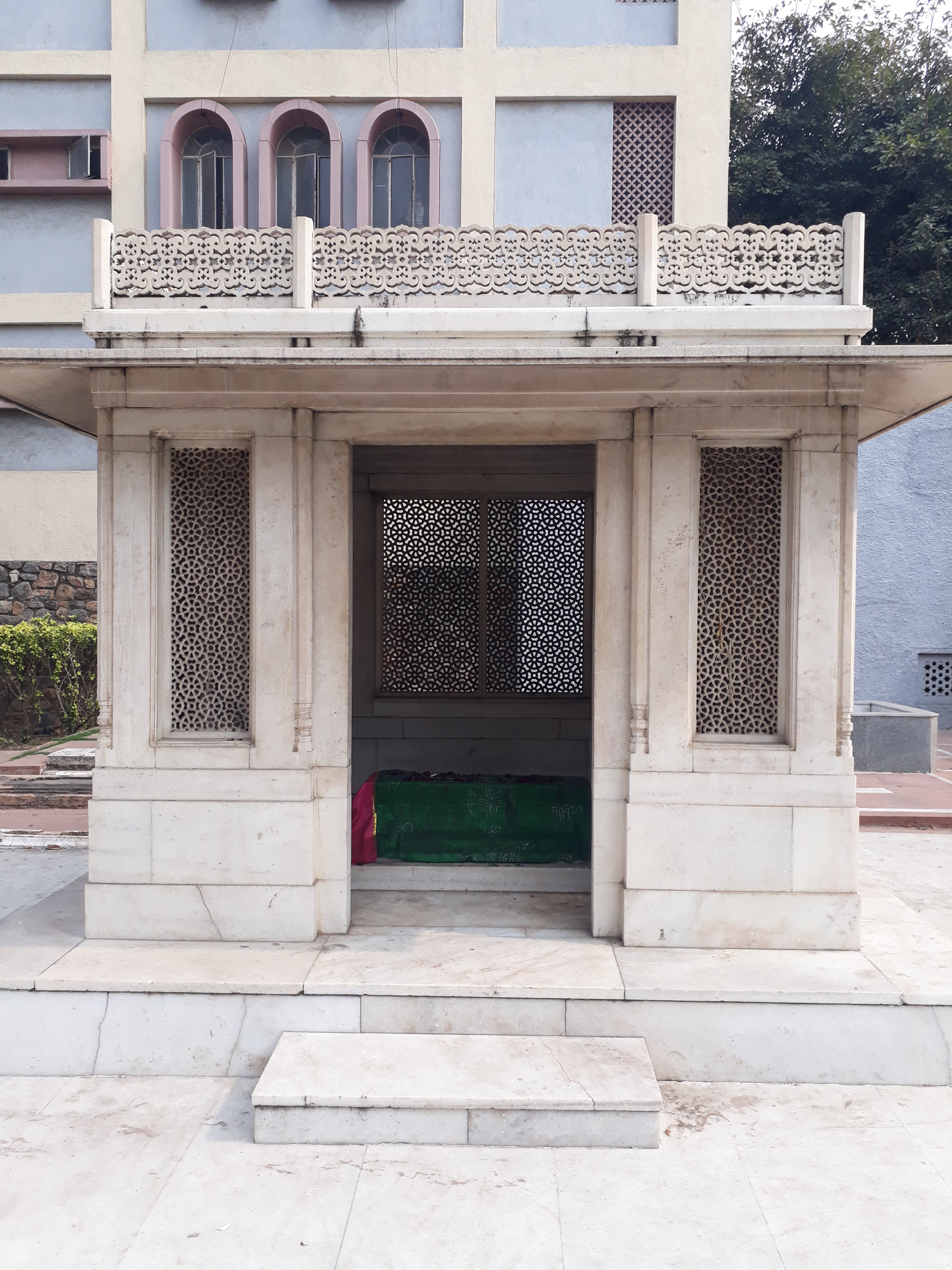
ミールザー・ガーリブの墓

ガーリブとゾウクは、後世にはもちろんのこと、同時代人にも好敵手であると捉えられており、2人にまつわる様々なアネクドートが伝えられている:41-42:66-67。1851年ごろにはザファルの息子のミールザー・ジャワーン・バフト（Jawān Bakht, 1841-1884）の婚礼の式辞（sihra）の文言をめぐってガーリブとゾウクは皮肉の応酬をするという事件（sihra incident）が起きた:41-42。このときは、師匠への侮辱は皇帝への侮辱と同じとして、ガーリブが謝罪した:41-42。ゾウクが病を得て1854年11月16日に亡くなると、ザファルはガーリブを「師匠」（ustad）と呼び、帝国の桂冠詩人としての地位をガーリブに与えた:18。
1854年ごろ、ガーリブはムスリムの思想家、サー・セイエド（サイイド・アフマド・ハーン）から手紙を受け取り、彼の著書『アーイーネ・アクバリー』（アクバル大帝の憲法）に序文を書いてもらいたいと頼まれた。これはアクバル大帝の統治をイギリスのそれと比較して称揚するものであったが、ガーリブはサー・セイエドに対して、なぜ時代に合わせて行動しないのかと問い、断った。
1857年の「大反乱」は、ガーリブにも暗い影を落とした:46-47。詩人皇帝ザファルは大反乱の責任を取らされてイギリスによりビルマに追放され、ガーリブはシャーと近しかったという理由だけで年金支給が停止された。経済的に困窮したガーリブは、支給再開のために奔走した。弟のユースフも狂気のまま、同年に熱病で亡くなったため、ガーリブは喪失感を抱き、悲しんだ:46-47。
年金一時停止は1859年に解除されてラームプル藩王国から受け取れるようになり、この処置はガーリブが亡くなるまで続いた。経済的な晩年10年間は活発な詩作や言論活動を行った。ガーリブは、1866年頃から次第に体が衰えて1869年2月15日にデリーで亡くなった:46-47。墓所は、一族の墓があるニザームッディーン廟である。

## ペルシア語作品
ウルドゥー詩人として一般の人気が高く、ウルドゥー語による散文も言語史上の重要性を指摘されるガーリブであるが、ペルシア語によるガザル詩などの韻文や書簡などの散文も多く残し、また、本人もペルシア語詩人であることを誇りにしていた。残された作品の点数自体も、ウルドゥー語作品よりもペルシア語作品のほうが多い。
- May-ḵāna-ye ārzū, 1845 詩集
- Mehr-e nīmrūz, 1855 散文（天地創造からフマーユーンに至るまでの歴史）
- Māh-e nīm-māh, 散文（アクバルに関する歴史評論）
- Dastanbū, （1857年の反乱の経過と事後処理に関する記録）
- Panj āhang, 1862　散文集
- Derafš-e kāvīānī, 1865 散文集（上記の補遺）

## ウルドゥー語作品

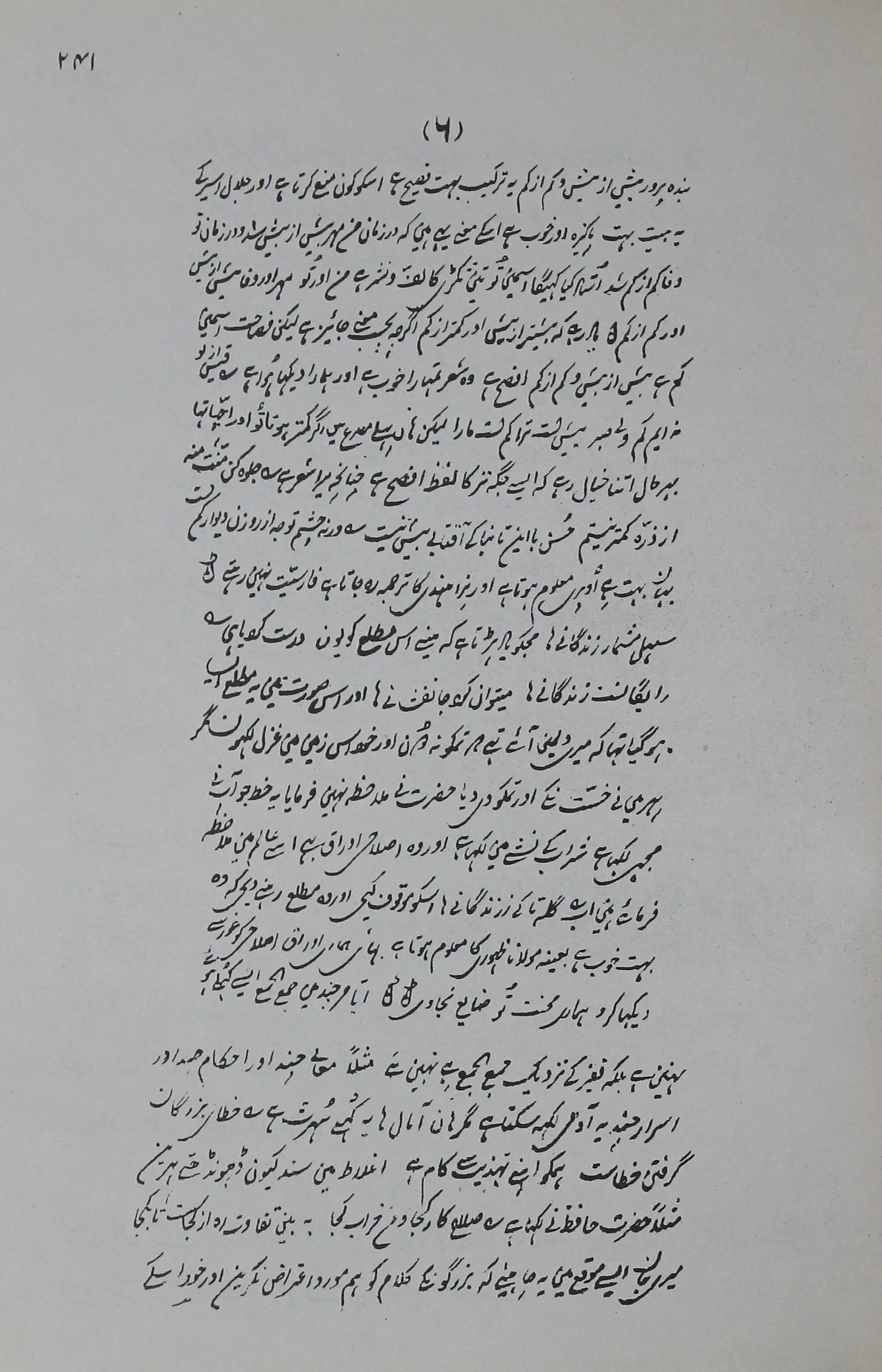
ガーリブが弟子にあてた書簡の1ページ

ガーリブは、ウルドゥー語でガザル詩形による詩を詠み、ウルドゥー詩人として高い位置を得た。また、ウルドゥー語で書かれた書簡を多数残し、ウルドゥー近代散文の先駆としても評価されている。ガーリブの初期のウルドゥー・ガザルはペルシア語の語彙をふんだんに使った難解な言い回しが多く、当時の文人たちにあまり評価されなかった。後期の作品は格調高い洗練された語句を自由に駆使することによって、高い思想性と美しい表現を示したと評されている。
- dīvān, 1841 詩集
- ʿAwd-e hendī, 1868 書簡集
- Ordū-ye moʿallā, 1869 書簡集

## 関連文献
- 粟屋利江, 太田信宏, 水野善文（編）「言語別南アジア文学ガイドブック」、東京外国語大学拠点南アジア研究センター、2021年3月、2022年9月3日閲覧。